# Eusebio Videla
Eusebio Videla – piłkarz argentyński, pomocnik.
Videla karierę piłkarską rozpoczął w 1935 roku w klubie CA Tigre. Jako gracz klubu Tigre wziął udział w turnieju Copa América 1941, gdzie Argentyna zdobyła mistrzostwo Ameryki Południowej. Videla zagrał w dwóch meczach - z Urugwajem (w 40 minucie zmienił na boisku José Minellę) i Chile.
Nadal jako piłkarz klubu Tigre wziął udział w turnieju Copa América 1942, gdzie Argentyna została wicemistrzem Ameryki Południowej. Videla zagrał w dwóch meczach - z Brazylią (tylko pierwsza połowa, gdyż po przerwie wszedł za niego Angel Perucca) i Chile.
Wkrótce po zakończonym turnieju kontynentalnym Videla, mając na koncie 206 meczów rozegranych w klubie Tigre, przeszedł do klubu River Plate, z którym w 1942 roku zdobył mistrzostwo Argentyny oraz wygrał Copa Ibarguren 1942. Następnie w 1944 roku razem z River Plate zdobył wicemistrzostwo Argentyny.
W latach 1945–1947 grał w drużynie CA Huracán. Łącznie w pierwszej lidze argentyńskiej rozegrał 308 meczów i zdobył 13 bramek.